# Leichhardt (New South Wales)
Leichhardt ist ein Stadtteil von Sydney in New South Wales, Australien. Er liegt 5 Kilometer westlich des Central Business Districts (Stadtzentrum) und ist das Verwaltungszentrum der Leichhardt Municipality. Im Westen grenzt Leichhardt an die Stadtteile Haberfield, im Osten an Annandale, im Norden an Lilyfield und im Süden an Petersham, Lewisham und Stanmore.
Der Name des Stadtteils geht auf den Naturwissenschaftler und Entdeckungsreisenden Ludwig Leichhardt zurück, der aus Preußen stammte.

## Geschichte
Im Gebiet von Sydney lebten vor der britischen Kolonisation die Aborigines der Sprachgruppe der Eora, die verdrängt wurden.
Im Jahr 1871 wurde die Gemeinde Leichhardt proklamiert. 1949 fusionierte Leichhardt mit Annandale und Balmain und 1967 wurden die Stadtteilgrenzen erneut angepasst und Glebe und Teile von Camperdown integriert. 2003 kam es zu einer Erweiterung der Gemeindegrenzen mit Glebe und Forest Lodge.

## Stadtteil

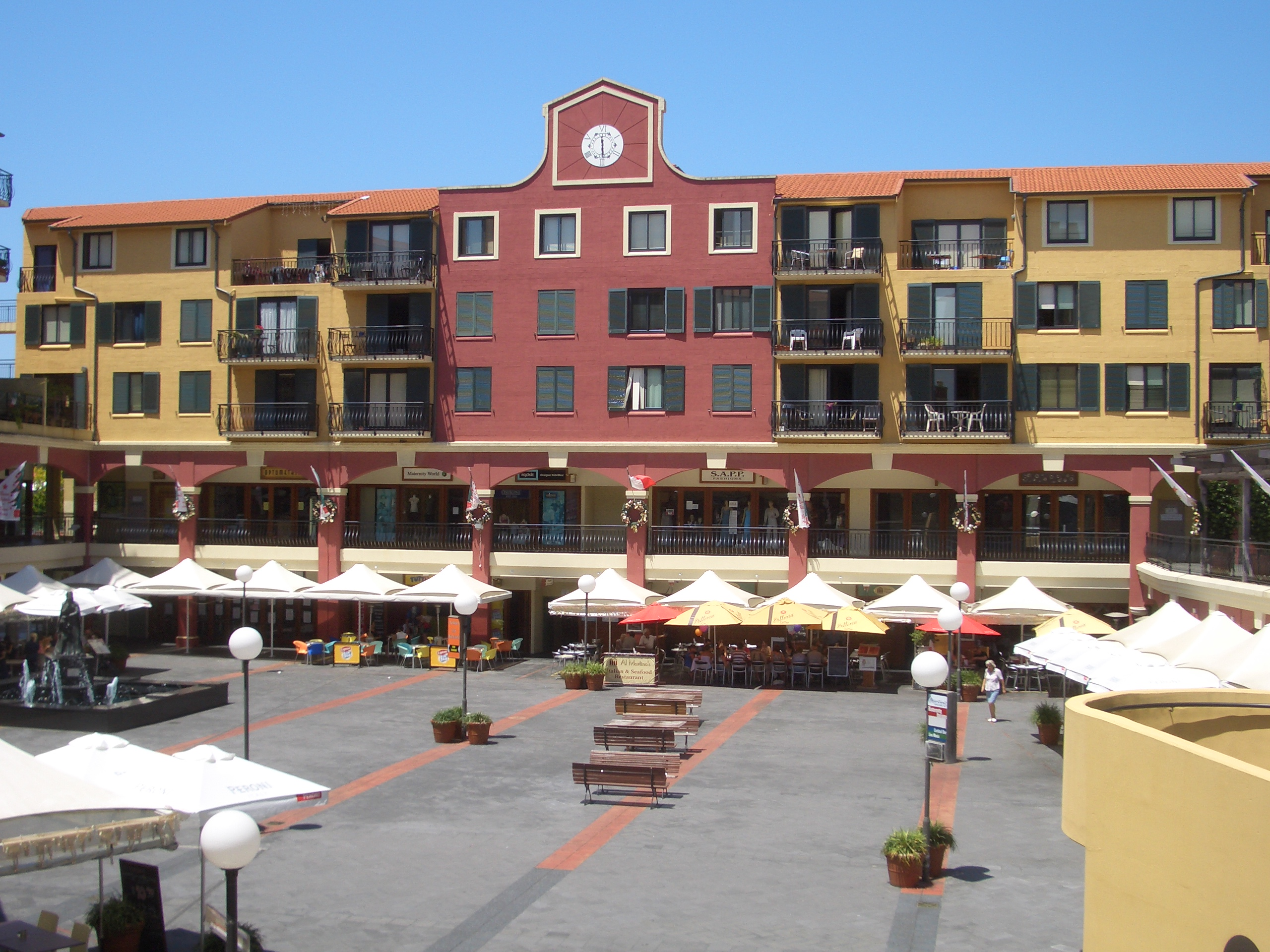
Piazza am Italian Forum

Das Einkaufszentrum des Stadtteils ist geprägt von Restaurants, Cafés, Buchläden und Lebensmittelgeschäften. Des Weiteren gibt es auch Hotels, drei Einkaufszentren und ein Kino. Das Italian Forum lehnt sich stilistisch an eine Piazza am Mittelmeer an und zieht viele Besucher an.
In dem Stadtteil gibt es zahlreiche Kirchen unterschiedlicher Glaubensrichtungen und mehrere Schulen. Der Leichhardt Pioneers Memorial Park dient der Erholung.
Leichhardt ist in Sydney als Little Italy bekannt. Dies hängt damit zusammen, dass sich der Stadtteil seit der Mitte des 20. Jahrhunderts zu einem Zentrum der italienischstämmigen Gemeinschaft entwickelt hat.
Der Stadtteil weist viele farbige und große Murals auf. Zahlreiche Kulturveranstaltungen und Feste finden an Wochenenden statt. Das Kulturangebot zieht Studenten und junge Menschen in den Stadtteil.
Wegen der Nähe zum Stadtzentrum von Sydney wohnen in Leichhardt zahlreiche Personen, die dort arbeiten.
Seit 1950 ist der Stadtteil nicht mehr mit der Straßenbahn erreichbar, sondern nur mit Automobilen und Bussen.

## Persönlichkeiten
- Robert Leslie Brown (* 1950 oder 1951), Wirtschaftsmanager, Unternehmer und Politiker